# Dichagyris
Dichagyris is een geslacht van vlinders van de familie Uilen (Noctuidae), uit de onderfamilie Noctuinae.

## Soorten
- D. adelfi Fibiger,  Nilsson & Svendsen, 1999
- D. afghana Boursin, 1963
- D. albicolaris Kozhanchikov, 1930
- D. altivagans Varga, 1979
- D. ammoxanthoides Varga, 1975
- D. amoena Staudinger, 1891
- D. anastasia Draudt, 1936
- D. argentea Kozhanchikov, 1930
- D. assimilata Kozhanchikov, 1930
- D. boursini Brandt, 1941
- D. candelisequa (Denis & Schiffermüller, 1775)
- D. caucasica Staudinger, 1877
- D. celebrata (Alpheraky, 1897)
- D. celsicola (Bellier, 1859)
- D. clara Staudinger, 1888
- D. constanti (Millière, 1860)
- D. chrysopyga Boursin, 1963
- D. despecta Corti & Draudt, 1933
- D. devota Christoph, 1884
- D. duskei Moberg & Fibiger, 1990
- D. endemica Fibiger, Svendsen & Nilsson, 1999
- D. eremicola (Standfuss, 1888)
- D. erubescens (Staudinger, 1892)
- D. euteles Boursin, 1963
- D. fidelis (Joannis, 1903)
- D. flammatra (Denis & Schiffermüller, 1775)
- D. flavina (Herrich-Schäffer, 1852)
- D. forcipula (Denis & Schiffermüller, 1775)
- D. forficula (Eversmann, 1851)
- D. fredi Brandt, 1938
- D. glauca Kozhanchikov, 1937
- D. gracilis (Wagner, 1929)
- D. griseotincta Wagner, 1931
- D. grisescens Staudinger, 1879
- D. hadjina Staudinger, 1891
- D. herzi Kozhanchikov, 1930
- D. himalayensis Turati, 1933
- D. humilis Boursin, 1940
- D. ignara Staudinger, 1896
- D. imperator (A. Bang-Haas, 1912)
- D. insula (Fibiger, 1997)
- D. iranicola (Kocak, 1980)
- D. jacobsoni Kozhanchikov, 1930
- D. kirghisa Eversmann, 1856
- D. latipennis (Pungeler, 1909)

- D. leucomelas (Brandt, 1941)
- D. lutescens (Eversmann, 1844)
- D. lux Fibiger & K. Nupponen, 2002
- D. mansoura (Chretien, 1911)
- D. melanura (Kollar, 1846)
- D. melanuroides Kozhanchikov, 1930
- D. multicuspis (Eversmann, 1852)
- D. musiva (Hübner, 1803)
- D. nachadira (Brandt, 1941)
- D. nigrescens (Hofner, 1888)
- D. nigrolineata Kozhanchikov, 1930
- D. orientis (Alpheraky, 1882)
- D. paisa Brandt, 1938
- D. petersi Christoph, 1887
- D. pfeifferi Corti, 1933
- D. poecilopetala Varga, 1979
- D. psammochroa Boursin, 1940
- D. pudica Staudinger, 1895
- D. renigera (Hübner, 1808)
- D. rhadamanthys (Reisser, 1958)
- D. romanovi (Christoph, 1885)
- D. scotographa Varga
- D. signifera (Denis & Schiffermüller, 1775)
- D. singularis (Staudinger, 1877)
- D. soror (Fibiger, 1997)
- D. spissilinea (Staudinger, 1896)
- D. squalidior (Staudinger, 1901)
- D. squalorum (Eversmann, 1856)
- D. stellans Corti, 1933
- D. stenoptera Boursin, 1963
- D. taftana Brandt, 1941
- D. terminicincta (Corti, 1933)
- D. truculenta (Lederer, 1853)
- D. tyrannus (A. Bang-Haas, 1912)
- D. umbrifera Alphéraky, 1882
- D. vallesiaca (Boisduval, 1837)
- D. verecunda Püngeler, 1898
- D. wolfi Hacker, 1985